# 818 до н. е.

## Події
За однією з версій, Петубастіс I заснував ХХІІІ династію у дельті Нілу. Розпад Єгипетської держави. Шешонк III (ХХІІ династія) зберіг за собою південь країни. Крім цих двох фараонів незалежно правлять Нес-Хебіт у Мендесі та Юферо у Фарбаїті.

### Астрономічні явища
- 25 травня. Кільцеподібне сонячне затемнення.[1]
- 19 листопада. Кільцеподібне сонячне затемнення.[1]